# 高妻容一
高妻 容一（こうづま よういち、1955年5月 - ）は、日本のスポーツ心理学者。宮崎県出身。研究分野はスポーツ心理学、応用スポーツ心理学、競技力向上のメンタルトレーニング、コーチ教育・選手教育。空手道6段、スポーツメンタルトレーニング上級指導士。東海大学体育学部競技スポーツ学科教授。東海大学を定年退職後、アメリカ移住をして、フロリダからオレゴン州セーラムに在住。

## 来歴
現在、日本メンタルトレーニング・応用スポーツ心理学研究会　代表・事務局
神奈川大学、神奈川衛生専門学校のアスレティックトレーナー専攻コース、東海医療学園専門学校アスレティックトレーナー専攻コース勤講師なども併せて務める。過去に、国際メンタルトレーニング学会理事（日本代表委員）、Jリーグ（日本プロサッカー協会）のアカデミーアドバイザリースタッフ、および育成部門のキャリアサポート・ライフマネジメント部門担当、そしてJOC(日本オリンピック委員会)情報戦略強化スタッフ、柔道日本代表のメンタルトレーニングコーチ、1995年サッカーユニバーシアード日本代表、2014年サッカーユニバーシアード日本代表のメンタルトレーニングコーチも務めた。
また、東海大学スポーツサポート研究会：メンタルトレーニング部門担当者。秋田県スポーツ科学センター、山ぐちち県体育協会、福井県体育協会、岩手県体育協会、元日本ダンススポーツ連自衛隊体育学校、盟、神奈川県中学バスケットボール選抜チームの各メンタルトレーニングアドバイザーなどを務める。スタッフとしては、東海大学の各運動部など、日本国内数のメチームや選手のンタルトレーニングアドバイザーも務める。

## 略歴
- 1979年 - 福岡大学体育学部体育学科卒業
- 1981年 - 中京大学大学院体育学研究科修了
- 1985年 - フロリダ州立大学博士課程 運動学習･スポーツ心理学専攻に留学から帰国
- 1986年 - 近畿大学教養部勤務
- 1993年 -  フロリダ大学へ1年間の研究留学。
- 1997年 - 東海大学体育学部 非常勤講師（1997年～1999年）
- 2000年 - 近畿大学教養部退職
- 2000年 - 東海大学体育学部勤務　現在に至る
- 2003年 - 神奈川大学非常勤講師　現在に至る
- 2003年 - 神奈川衛生専門学校　アスレティックトレーナー専攻コース 非常勤講師　現在に至る
- 2007年 - 東海医療学園専門学校　アスレティックトレーナー専攻コース 非常勤講師　現在に至る
- 2016年 - フロリダ大学 IMGアカデミー オリンピックトレーニングセンター研究留学（4月~9月）

## 所属学会
- 国際応用スポーツ心理学会
- 日本スポーツ心理学会
- 日本体育学会
- 日本武道学会
- 日本音楽療法学会
- 日本フットボール学会
- 国際スポーツ心理学会

## 著書
- プロ野球選手になりたい人のメンタルトレーニングワークブック（ベースボールマガジン社）
- NHK学園通信講座　スポーツメンタルトレーニング：選手用＆指導者用（NHK学園）
- 格闘技のメンタルトレーニング（ベースボールマガジン社）
- イラスト版やさしく学べるメンタルトレーニング入門者用（ベースボールマガジン社）
- 基礎から学ぶ！メンタルトレーニング(ベースボールマガジン社)
- 野球選手のメンタルトレーニング(ベースボールマガジン社)
- バスケットボール選手のメンタルトレーニング(ベースボールマガジン社)
- 新版今すぐ使えるメンタルトレーニング：選手用（ベースボールマガジン社）
- 新版今すぐ使えるメンタルトレーニング：コーチ用（ベースボールマガジン社）
- 野球選手のメンタルトレーニングワークブック(ハッピースマイルズ)
- 結果を出す人のこころの習慣（サンマーク出版）
- 社会人のメンタルトレーニング(恒文社)
- 子供の本番力を120％引き出す方法（PHP）
- その他

DVD
- DVD高妻容一の実践メンタルトレーニング:初級編・中級編・応用編（ベースボールマガジン社）
- DVDスポーツメンタルトレーニング（NHK学園通信講座）
- DVD今すぐ使えるメンタルトレーニング：初級編(ベースボールマガジン社)
- DVDメンタルトレーニング：試合前日・当日用（ジャパンライム）
- DVD中学生のスポーツメンタルトレーニング(学研)

共著･共訳･監修等
- 本番に強い子を育てる！親と子のメンタルトレーニング（アスペクト）
- 大リーグのメンタルトレーニング（ベースボールマガジン社）
- コーチングの心理Ｑ＆Ａ(不昧堂出版)
- 高校生のためのベースボール・エクササイズ：ベースボールクリニック編集部特別編集（ベースボールマガジン社）
- 今日から使えるベースボールメンタルトレーニング:ベースボールクリニック編集部編集(ベースボールマガジン社)
- Cultural Sport Psychology: Chapter 18;Samurai & Science　Human kinetics
- IOC Control Points: The Art and Science of Physical Control. Chapter18: A Mental Training Program for Police Officers; ISC Division of Wellness, Melbourne FL USA
- Psychological consulting with baseball players in Japan; Secrets of Asian Sport Psychology. University of Southern Queensland. 2014  pp.53-68.
- Psychology in professional sports and performing arts:Chapter13:Mental training program for a sumo wrestler. Routledge Taylor 6 Francis Group; London and New York, pp 152-167.
- スポーツメンタルトレーニング教本　（大修館書店）
- 爆笑問題のニッポンの教養：スポーツ心理学（講談社）
- 健康・フィットネスと生涯スポーツ(大修館書店)
- 臨床スポーツ医学（文光堂）
- 選手と指導者のためのサッカー医学（金原出版）
- コーチとプレーヤーのためのサッカー医学テキスト（金原出版株式会社）
- トレーニング指導者テキスト　理論編（ﾍﾞｰｽﾎﾞｰﾙﾏｶﾞｼﾞﾝ社）
- トレーニング指導者テキスト　理論編（大修館書店）
- コーチングに役立つ実力発揮のメンタルトレーニング（大修館書店）
- 公認アスレティックトレーナー専門科目テキスト（文光堂）
- Introduction to Sport Psychology: Training, Competition and Coping(Nova Science Publishers, Inc.)

連載
- ラグビーマガジン（ベースボールマガジン社）連載58回2019年8月まで
- テニスマガジン（ベースボールマガジン社）連載72回2018年12月まで
- JATI　EXPRESS（日本トレーニング指導者協会機関紙）2009～連載中
- Sport Japan（日本体育協会）2014～2015
- バスケットボール･マガジン（ベースボールマガジン社）2008～2010年
- サッカークリニック（ベースボールマガジン社）2008年～2010年
- コーチングクリニック・ベースボールクリニック（ベースボールマガジン社）過去
- ベースボールクリニック（ベースボールマガジン）過去に70回連載
- 地方公務員 安全と健康 フォーラム(地方公務員安全衛生推進協会)　2012年 ～2013年
- サッカーダイジェストテクニカル(日本スポーツ企画出版社)2012年～2014年
- スポーティライフ（株式会社食品化学新聞社）2015～2016年

インターネット
- スパイク職員室　株式会社イースリー（サッカー選手からのQ&A：毎月４問・2010年～連載中）
- SSKのHP：メンタルトレーニング
- メンタルトレーニング・応用スポーツ心理学研究会HP　　フェイスブック
- 日本経済新聞社（電子版）2016-2017

指導者教本
- スポーツメンタルトレーニング教本（大修館書店）
- スポーツメンタルトレーニング指導士活用ガイドブック（ベースボールマガジン社）
- 一貫指導マヌュアル(神奈川県バスケットボール協会：財団法人神奈川県体育協会)
- 軟式野球公認コーチ養成講習会：専門科目カリキュラム教本(全日本軟式野球連盟)
- 選手と指導者のためのサッカー医学(日本サッカー協会スポーツ医学委員会・金原出版)
- 陸上競技公認コーチ養成講習会教本(日本陸上競技連盟)
- 今日から始めようメンタルトレーニング(長崎県体育協会)
- トレーニング指導者テキスト　理論編（大修館書店）
- 公認アスレティックトレーナー専門科目テキスト･スポーツ科学（日本体育協会・文光堂）
- コーチとプレーヤーのためのサッカー医学テキスト（金原出版株式会社）
- Sports Japan:特別企画　プレーヤーの「やる気」を引き出すには？（日本体育協会）

協力
- マンガ単行本：おおきく振りかぶって　第15巻　第28巻：メントレ（講談社）
- まんがMAJORで考証：少年野球チーム診断（小学館）